# Dejan Bodiroga
Dejan Bodiroga (en cyrillique serbe Дејан Бодирога), est un joueur et dirigeant serbe de basket-ball né le 2 mars 1973 à Zrenjanin dans la République serbe de Yougoslavie, désormais Serbie. Il pouvait assumer presque toutes les positions : meneur, arrière, ailier et même ailier fort. Dejan Bodiroga mesure 2,05 mètres. Après sa carrière de joueur, il entame une carrière de dirigeant sportif.
Champion du monde à deux reprises (1998 et 2002), champion d'Europe à trois reprises (1995, 1997 et 2001) et vainqueur de la plus haute compétition européenne à trois reprises (2000, 2002, 2003), Bodiroga est considéré comme l'un des meilleurs joueurs de basket-ball de sa génération. Il a toujours refusé de jouer en NBA, le championnat nord-américain, préférant rester en Europe.

## Biographie

### Carrière de joueur

#### Zadar
Il est découvert par une ancienne grande gloire du basket-ball yougoslave, le Croate Krešimir Ćosić. Celui-ci le fait rejoindre le club croate de KK Zadar. Sa nationalité serbe va l'obliger à trouver une nouvelle orientation à sa carrière. En effet, la région s'enflamme avec la dislocation de la Yougoslavie, se traduisant par la Guerre de Croatie. Un joueur serbe dans un club croate n'est pas une situation viable à cette époque.
Son ancien mentor Ćosić, alors entraîneur en Grèce pour le club de AEK Athènes, essaye de le faire venir jouer en Grèce. Mais le jeune Serbe refuse, les clubs grecs mettant une condition pour faire signer des contrats alors alléchants: prendre la nationalité grecque. Ćosić le recommande à Bogdan Tanjević, alors entraîneur du club italien de Stefanel Trieste.

#### Italie
Bodiroga, qui est alors le plus jeune étranger de l'histoire de la LegA, se fait rapidement connaître en inscrivant 51 points lors d'une rencontre face au Reggio Calabre. Il termine cette première saison avec la moyenne de 21,3 points marqués par match, ajoutant également 5,3 rebonds. Cette saison se termine au premier tour des play-offs après une élimination face à Cantù.
Il évolue une deuxième saison avec le club de Trieste. Celle-ci se termine une deuxième fois en play-offs, mais au deuxième tour. Après avoir éliminé la Fortitudo Bologne, le club échoue face au Scavolini Pesaro mené par Carlton Myers. Le club italien brille sur la scène européenne : Trieste atteint la finale de la Coupe Korać, finalement battu par le club grec du PAOK Salonique alors mené par Zoran Savić, Walter Berry et Branislav Prelević (en).
À l'intersaison, le sponsor du club choisit un nouveau club italien, le Olimpia Milan, qui devient alors Stefanel Milan. La plupart des joueurs, ainsi que Bogdan Tanjević, suivent leur sponsor et Bodigora en fait partie.
Cette nouvelle saison se termine sur le plan européen par une finale en Coupe Korać face au club allemand de Alba Berlin. Dans la péninsule italienne, le club échoue face au futur vainqueur de la Virtus Bologne, mené par un de ses compatriotes, Predrag Danilović.
Durant l'intersaison, il est sélectionné en 51e position lors de la Draft 1995 de la NBA par le club des Kings de Sacramento, club qui sélectionnera son compatriote Predrag Stojaković lors de la draft suivante.
Les premiers succès en club pour Dejan Bodiroga se concrétisent lors de la saison suivante. C'est tout d'abord une victoire en Coupe d'Italie. Puis Bodiroga atteint pour la troisième saison consécutive la finale de la Coupe Korać, de nouveau perdue. Cette fois, c'est le club turc de Efes Pilsen qui l'empêche de remporter son premier titre européen. En championnat d'Italie, il termine la saison régulière avec la moyenne de 23,3 points par matchs. Milan se débarrasse en demi-finale de la Virtus Bologne avant de remporter le titre face à l'autre club bolonais, Fortitudo Bologne.

#### Espagne
Pour la nouvelle saison, le Real Madrid a de solides arguments pour le faire rejoindre la Liga ACB. Un premier est purement financier avec un contrat de 1 000 000 de dollars par saison[réf. nécessaire]. Le second est lié à la présence de Željko Obradović sur le banc madrilène. L'équipe, composée également de Joe Arlauckas et Alberto Herreros, atteint finalement la finale du championnat, finale disputée au meilleur des 5 matchs face au FC Barcelone, mené par une autre star serbe, Saša Đorđević, et Artūras Karnišovas. Barcelone remporte le titre lors du match décisif, disputé sur le terrain de Madrid.
La saison n'est toutefois pas blanche : le club remporte la Coupe des Coupes face au club italien de Scaligera Verona.
Obradović quitte le club à l'intersaison. Cette nouvelle saison n'est couronnée d'aucun titre. Toutefois, Bodiroga est nommé MVP de la ligue.

#### Grèce
Le club grec du Panathinaïkos a pour ambition de devenir le meilleur club européen. Parmi ses nouveaux coéquipiers se trouve la star croate Dino Radja et le joueur grec Frangískos Alvértis. Le club grec remporte le titre national mais échoue en Euroligue. Cet échec provoque l'arrivée d'un nouvel entraîneur, Željko Obradović, qui fait également venir Željko Rebrača, pivot serbe qu'il dirigeait au Benetton Trévise.
L'objectif principal, l'Euroligue, est remporté lors de la nouvelle saison. La finale du Final Four est remportée face au club israélien du Maccabi Tel-Aviv. Le Pana réalise le doublé en remportant également le championnat.
L'année suivante, le basket-ball européen est divisé après les échecs des négociations entre l'ULEB et la FIBA. Le club grec décide de disputer la Suproligue, compétition dont il atteint la finale. Le Maccabi Tel-Aviv prend sa revanche sur la saison précédente et remporte le titre à Paris.
Pour la saison 2001-2002, le Panathinaïkós dispute sa troisième finale européenne consécutive. Celle-ci a lieu à Bologne, face au club italien de Virtus Bologne, conduite par le joueur argentin Emanuel Ginóbili. Bodiroga, déjà MVP du Top 16, est également élu MVP du Final Four.

#### Espagne
Bodiroga retrouve la Liga ACB en rejoignant son sélectionneur national Svetislav Pešić, entraîneur du FC Barcelone. Le club compte dans ses rangs d'autres vedettes du basket-ball européen: le Lituanien Šarūnas Jasikevičius, l'Italien Gregor Fucka et l'Espagnol Juan Carlos Navarro. Il est l'un des facteurs essentiels de la victoire lors de l'Euroligue 2002-2003, seul titre qui manque alors au palmarès du club catalan. Bodiroga est récompensé du titre de MVP du Final Four. Barcelone remporte la même saison la Coupe du Roi et le Championnat d'Espagne.
Il dispute deux nouvelles saisons en Espagne, remportant un nouveau titre de champion d'Espagne.

#### Italie
Bodiroga rejoint de nouveau la Ligue italienne. Il rejoint Pešić au Lottomatica Rome.
Il annonce qu'il met un terme à sa carrière en juin 2007 après la défaîte du Lottomatica en demi-finale de la LegA.
Le club lui offre une place de directeur sportif.

### Carrière de dirigeant
Bodiroga est le vice-président de la Fédération de Serbie de basket-ball entre 2011 et 2015.
En septembre 2022, Bodiroga est élu président d'EuroLeague Basketball, la société qui organise les deux principales compétitions européennes : l'EuroLigue et l'EuroCoupe. Il est aussi nommé directeur, avec Marshall Glickman comme directeur exécutif,.

### Sélection nationale
Il débute avec la sélection nationale en junior lors des championnats d'Europe à Groningue. Il joue peu mais dès les championnats du monde junior d'Edmonton, il est récompensé du titre de MVP de la compétition, son équipe prenant finalement la quatrième place. La même année, il fait ses débuts avec l'équipe A, lors des jeux Méditerranéens à Athènes.
En 1995, la Yougoslavie renoue avec les compétitions internationales après une absence due à l'embargo décidé par l'ONU. Elle dispute le championnat d'Europe 1995 à Athènes. les « Plavis » terminent la compétition invaincue, avec une victoire en finale sur la Lituanie de Arvydas Sabonis. Bodiroga côtoie alors Danilović, Paspalj, Djordjević, Rebrača, Divac, Savić sous la direction de Dušan Ivković.
À partir de cette date, Bodiroga participe à toutes les compétitions disputées par son équipe nationale jusqu'en 2005. La seule exception est le championnat d'Europe 2003.
La victoire à Athènes a octroyé une place pour les Jeux olympiques de 1996 à Atlanta. L'équipe de Yougoslavie échoue finalement en finale face aux États-Unis.
Le championnat d'Europe 1997 confirme la domination du basket yougoslave sur le basket-ball européen.
Le Championnat du monde de 1998 était de nouveau attendu pour la confrontation entre les stars américaines de la NBA et les Yougoslaves. Finalement, en raison du lock-out, les États-Unis présentent une équipe de joueurs évoluant en Europe. Les Yougoslaves, menés par Bodiroga et Rebrača, éliminent en demi-finale, après prolongation, la Grèce qui évolue à domicile. En finale, ils battent la Russie, que les Yougoslaves ont déjà battu en phase de poules, sur le score de 64 à 62. Bodiroga est élu par les journalistes MVP du tournoi, alors que son compatriote Rebrača figure dans l'équipe-type.
Pour le Championnat d'Europe 1999, Bodiroga doit tenir le rôle de meneur en raison de la blessure d'Obradović. En demi-finale, la Yougoslavie est battue par l'Italie, dirigée par un entraîneur connaissant parfaitement l'équipe yougoslave et plus particulièrement son meneur, Bogdan Tanjević. La Yougoslavie finit troisième de la compétition contre la France.
Lors des jeux de Sydney, les Yougoslaves échouent en quart de finale face à la Lituanie.
La Yougoslavie renoue avec le succès lors du Championnat d'Europe 2001. Bodiroga est capitaine de l'équipe. Il termine dans l'équipe-type du tournoi, au côté de son compatriote Predrag Stojaković qui est nommé MVP.
2002 est de nouveau une grande année pour le basket-ball yougoslave. La Yougoslavie, qui joue avec Vlade Divac et bat les Américains en quart de finale avant de se débarrasser de la Nouvelle-Zélande au tour suivant. Bodiroga joue un rôle décisif lors de la finale face à l'Argentine. Il marque les neuf derniers points de son équipe,.
Après une absence en Suède, Bodiroga renoue avec les « Plavis », l'équipe nationale serbe pour le Championnat d'Europe 2005 qui se déroule à domicile. La France bat les Serbes. C'est la dernière compétition officielle de Bodiroga sous les couleurs de sa sélection nationale.

### Technique
Dejan Bodiroga excelle dans tous les compartiments du jeu et se montre encore plus dangereux dans les moments décisifs. 
Il est également connu pour un geste très peu utilisé par les autres joueurs. Il a développé au fil des années un dribble, « El Látigo » (« le fouet »), qu'il avait vu pratiqué par Danko Cvjetičanin. La technique de ce dribble est particulière: il déclenche d'abord un départ sur le côté du bras dont il mène le ballon. Si le défenseur suit ce mouvement, il reprend alors le ballon avec la main opposée à son mouvement pour effectuer un changement de direction qui laisse son défenseur hors jeu et lui permet ainsi de pouvoir pénétrer vers le panier.

## Vie personnelle
Le 13 juillet 2003, Dejan Bodiroga s'est marié à la cathédrale orthodoxe serbe de Belgrade avec Ivana Medić.

## Clubs successifs
- 1989 - 1990 :  Proleter Zrenjanin
- 1990 - 1992 :  KK Zadar
- 1992 - 1994 :  Stefanel Trieste
- 1994 - 1996 :  Olimpia Milan
- 1996 - 1998 :  Real Madrid
- 1998 - 2002 :  Panathinaïkos Athènes
- 2002 - 2005 :  FC Barcelone
- 2005 - 2007 :  Lottomatica Rome

## Palmarès

### En club
Compétitions internationales
- 1997 Vainqueur de la Coupe Saporta avec le Real Madrid
- 2000 Champion d'Europe des Clubs avec le Panathinaïkos
- 2002 Champion d'Europe des Clubs avec le Panathinaïkos, élu meilleur joueur européen
- 2003 Champion d'Europe des Clubs avec le FC Barcelone, élu meilleur joueur européen

Compétitions nationales
- 1996 Vainqueur du Championnat et de la Coupe d'Italie avec l'Olimpia Milan
- 1999 Vainqueur du Championnat de Grèce avec le Panathinaïkos
- 2000 Vainqueur du Championnat de Grèce avec le Panathinaïkos
- 2001 Vainqueur du Championnat de Grèce avec le Panathinaïkos
- 2003 Vainqueur du Championnat et de la Coupe d'Espagne avec le FC Barcelone
- 2004 Vainqueur du Championnat d'Espagne avec le FC Barcelone

### En sélection nationale
- 1995  Champion avec la République fédérale de Yougoslavie aux Championnats d'Europe
- 1996  Vice-champion avec la République fédérale de Yougoslavie aux Jeux olympiques d'Atlanta
- 1997  Champion avec la République fédérale de Yougoslavie aux Championnats d'Europe
- 1998  Champion avec la République fédérale de Yougoslavie aux Championnats du monde (à Athènes)
- 1999  Troisième avec la République fédérale de Yougoslavie aux Championnats d'Europe (en France)
- 2001  Champion avec la République fédérale de Yougoslavie aux Championnats d'Europe
- 2002  Champion avec la Serbie-Monténégro aux Championnats du monde (à Indianapolis)

## Distinction personnelle
- Élu meilleur joueur du Final Four de l'Euroligue en 2003.